# Middelhoogduits
Het Middelhoogduits (niet te verwarren met de benaming Middelduits, die wordt gebruikt voor een aantal moderne Duitse dialecten) is de naam voor een aantal Hoogduitse dialecten die van ca. 1050 tot ca. 1350 (het tijdperk van de hoge middeleeuwen) in grote delen van Duitsland werden gesproken. Het Middelhoogduits was ontstaan uit het Oudhoogduits en werd de rechtstreekse voorloper van het Vroegnieuwhoogduits, dat ongeveer tussen 1350 tot 1650 werd gesproken. In het Duitstalige deel van Zwitserland begon de periode van het Vroegnieuwhoogduits pas een eeuw later. Het Middelhoogduits wordt onderverdeeld in:
- Vroegmiddelhoogduits (1050 - 1170)
- Klassiek Middelhoogduits (1170 - 1250; in het bijzonder de literaire taal van Hartmann von Aue, Wolfram von Eschenbach, Gottfried von Straßburg en Walther von der Vogelweide)
- Laatmiddelhoogduits (1250 - 1350)

Het Jiddisch, de vooroorlogse Joodse omgangstaal in Oost-Europa, heeft als basis het Middelhoogduits, met veel leenwoorden uit het Romaans, Hebreeuws, Aramees en uit Slavische talen.
De benaming 'Middelhoogduits' wordt ook specifieker gebruikt voor de taal waarin ten tijde van de Hohenstaufen de eerste Duitse hoofse literatuur is geschreven. Voor deze taal werd in de 19e eeuw een afzonderlijke spelling ontwikkeld.

## Geografische spreiding
Het Middelhoogduits was geen uniforme schrijftaal, maar werd per Hoog- en Middelduits dialect anders opgeschreven. De isoglossen van het Middel- en Hoogduits en andere dialecten zijn sinds de middeleeuwen niet hetzelfde gebleven. Zo werden de Nederduitse dialecten vroeger in een groter deel van Duitsland gesproken dan tegenwoordig.
Op grond van het overgeleverde tekstmateriaal is met betrekking tot de verschillende Middelhoogduitse dialecten door Hermann Paul de volgende indeling gemaakt (niet geheel betrouwbaar):

#### Hoogduits
- Alemannisch
  - Hoogalemannisch (het huidige Zwitserland en zuidelijk Baden)
  - Nederalemannisch (Elzas, zuidelijk Baden-Württemberg en Vorarlberg)
- Beiers Middelhoogduits
  - Noord-Beiers (de omgeving van Neurenberg)
  - Midden-Beiers (Neder- en Opper-Beieren, Neder- en Opper-Oostenrijk, Wenen en Salzburg)
  - Zuid-Beiers (Tirol, Karinthië, Stiermarken)

#### Middelduits
- Westmiddelduits
  - Middelfrankisch (Rijnland van Düsseldorf tot aan Trier, noordelijke deel van Hessen, noordwesten van Lotharingen, inclusief het Ripuarisch rondom Keulen en het Moezelfrankisch rondom Trier).
  - Rijnfrankisch (zuidelijk Rijnland, deel van Lotharingen, Hessen, deel van Württemberg en Baden, deel van Palts en noordelijkste deel van de Elzas).
- Oostmiddelduits
  - Thürings (Oppersaksisch en Noord-Boheems[2])
  - Silezisch-Duits[2]
  - Hoogpruisisch (zuidelijk Ermland[2])

## Het Middelhoogduits als taal van de Hohenstaufen
Het literaire Middelhoogduits van de Hohenstaufen heeft vooral Zwabische en Oost-Frankische kenmerken. De bekendste gedichten die in deze taal zijn geschreven zijn het Nibelungenlied, de Parzival en Tristan en Isolde.
Hoewel het Middelhoogduits geen taal met een gestandariseerde woordenschat en grammatica was, werd het wel door bijvoorbeeld dichters over isoglossen heen gebruikt. Zo was het Middelhoogduits bijvoorbeeld zowel een van de talen waarvan Hendrik van Veldeke zich bediende als die van Albrecht von Halberstadt. Het Middelhoogduits is min of meer gestandariseerd door middel van woordenboeken en grammatica's door Karl Lachman.

## Fonologie
Doordat er in de 10e en 11e eeuw vrijwel uitsluitend in het Latijn werd geschreven, is er over de overgangsfase van het Oudhoogduits naar het Middelhoogduits vrijwel niets bekend. Op fonologisch vlak onderscheidde het Middelhoogduits zich met name van het Oudhoogduits doordat de meeste onbeklemtoonde lettergrepen waren afgezwakt. Verder lopen ook lang niet alle klankverschuivingen parallel; zo wordt de als typisch Nieuwhoogduits beschouwde diftongering al in de 12e eeuw gesignaleerd in Karinthië.

#### Uitspraak
De klinkers die met een accent circonflexe worden geschreven worden lang uitgesproken, andere klinkers kort. Opeenvolgingen van klinkers krijgen elk een afzonderlijke klemtoon. De ligaturen æ en œ worden hetzelfde uitgesproken als de moderne Duitse klinkers ä en ö. Een s voor een medeklinker wordt scherp uitgesproken, behalve in de clusters sch en sc. Een z als anlaut of na een medeklinker wordt net als in het moderne Hoogduits uitgesproken als [ts]. Een z of zz in het midden en aan het eind van woorden wordt als een moderne Duitse Ringel-S uitgesproken (de grafemen zijn ȥ of Ʒ). Een v als anlaut klinkt als f.
Het gestandariseerde Middelhoogduitse klinkersysteem is als volgt (de ei klinkt niet als de Nieuwhoogduitse [aɪ] maar als de Nederlandse ei en ij, en de ie is geen lange [i] maar een [iə]):
- Korte klinkers: a, ë, e, i, o, u, ä, ö, ü
- Lange klinkers: â, ê, î, ô, û, æ, œ, iu (langes ü)
- Diftongen: ei, ie, ou, öu, uo, üe

- De Middelhoogduitse lange klinkers [iː yː uː]? komen overeen met de Nieuwhoogduitse diftongen [aɪ ɔʏ aʊ]? Voorbeelden: mîn – mein, liut – Leute, hûs – Haus
- De Middelhoogduitse open diftongen [iə yə uə]? komen overeen met de Nieuwhoogduitse lange klinkers [iː yː uː]? Voorbeelden: liep – lieb, müede – müde, bruoder – Bruder
- De Middelhoogduitse diftongen [ei øu ou]? komen overeen met de meer open diftongen [aɪ ɔʏ aʊ]? van het Nieuwhoogduits. Voorbeelden: bein – Bein, böume – Bäume, boum – Baum
- Middelhoogduitse korte klinkers in open lettergrepen komen overeen met "uitgerekte" lange klinkers in het Nieuwhoogduits. Bijvoorbeeld: ligen – liegen, sagen – sagen, nëmen – nehmen.

## Grammatica
De grammatica van het Middelhoogduits wijkt op maar weinig punten af van die van het Nieuwhoogduits. De voornaamste verschillen zijn:
- Alle Middelhoogduitse o-stammen zijn in het Nieuwhoogduits overgegaan tot een andere klasse.
- Het Middelhoogduits had nog geen gemengde declinaties.
- Veel Middelhoogduitse werkwoordsvormen die bij du horen zijn in het Nieuwhoogduits archaïsch geworden.

#### Zelfstandige naamwoorden
Verbuiging van sterke zelfstandige naamwoorden:
| Naamval                                     | 1. Mannelijk | 1. Onzijdig | 2. Vrouwelijk | 4. Mannelijk | 4. Onzijdig | 4. Vrouwelijk |
| ------------------------------------------- | ------------ | ----------- | ------------- | ------------ | ----------- | ------------- |
| Nominativus Enkelvoud Accusativus Enkelvoud | tac          | wort        | gëbe          | gast         | blat        | kraft         |
| Genitivus Enkelvoud                         | tages        | wortes      | gëbe          | gastes       | blates      | krefte*       |
| Dativus Enkelvoud                           | tage         | worte       | gëbe          | gaste        | blate       | krefte*       |
|                                             |              |             |               |              |             |               |
| Nominativus Meervoud Accusativus Meervoud   | tage         | wort        | gëbe          | geste        | bleter      | krefte        |
| Genitivus Meervoud                          | tage         | worte       | gëben         | geste        | bleter      | krefte        |
| Dativus Meervoud                            | tagen        | worten      | gëben         | gesten       | bletern     | kreften       |

* plus een nevenvorm kraft in de genitivus/dativus enkelvoud
- Vrouwelijke woorden van de derde klasse worden hetzelfde verbogen als die van de vierde, alleen zonder nevenvorm of umlaut:
zît, zîte, zîte, zît, zîte, zîte, zîten, zîte

Verbuiging van zwakke zelfstandige naamwoorden:
| Naamval                                      | Mannelijk  | Vrouwelijk   | Onzijdig |
| -------------------------------------------- | ---------- | ------------ | -------- |
| Nominativus Enkelvoud Accusativus Enkelvoud  | bote boten | zunge zungen | hërze    |
| Genitivus Enkelvoud Dativus Enkelvoud Plural | boten      | zungen       | hërzen   |

#### Werkwoorden
Vervoeging van een sterk werkwoord:
| Persoon   | Onvoltooid tegenwoordige tijd ind. | Onvoltooid tegenwoordige tijd conj. | Onvoltooid verleden tijd ind. | Onvoltooid verleden tijd conj. |
| --------- | ---------------------------------- | ----------------------------------- | ----------------------------- | ------------------------------ |
| ich       | biuge                              | biege                               | bouc                          | büge                           |
| du        | biugest                            | biegest                             | büge                          | bügest                         |
| er/siu/ez | biuget                             | biege                               | bouc                          | büge                           |
|           |                                    |                                     |                               |                                |
| wir       | biegen                             | biegen                              | bugen                         | bügen                          |
| ir        | bieget                             | bieget                              | buget                         | büget                          |
| sie       | biegent                            | biegen                              | bugen                         | bügen                          |

Infinitief: biegen, gebiedende wijs: biuc!
Tegenwoordig deelwoord: biegende, verleden deelwoord: gebogen
Vervoeging van een zwak werkwoord:
| Persoon   | Onvoltooid tegenwoordige tijd ind. | Onvoltooid tegenwoordige tijd conj. | Onvoltooid verleden tijd ind./conj. |
| --------- | ---------------------------------- | ----------------------------------- | ----------------------------------- |
| ich       | lëbe                               | lëbe                                | lëb(e)te                            |
| du        | lëbest                             | lëbest                              | lëb(e)test                          |
| er/siu/ez | lëbet                              | lëbe                                | lëb(e)te                            |
|           |                                    |                                     |                                     |
| wir       | lëben                              | lëben                               | lëb(e)ten                           |
| ir        | lëbet                              | lëbet                               | lëb(e)tet                           |
| sie       | lëbent                             | lëben                               | lëb(e)ten                           |

Infinitief: lëben, gebiedende wijs: lëbe!
Tegenwoordig deelwoord: lëbende, verleden deelwoord: gelëb(e)t
Vervoeging van preterito-presentia:
| Nieuwhoogduits | 1e/3e pers. enkelvoud | 2e pers. enkelvoud | 1e/3e pers. meervoud & Infinitief | Onvoltooid verleden tijd  |
| -------------- | --------------------- | ------------------ | --------------------------------- | ------------------------- |
| wissen         | weiz                  | weist              | wizzen                            | wisse/wësse/wiste/wëste   |
| taugen/nützen  | touc                  | -                  | tugen*                            | tohte – töhte             |
| gönnen         | gan                   | ganst              | gunnen*                           | gunde/gonde – günde       |
| können/kennen  | kan                   | kanst              | kunnen*                           | kunde/konde – künde       |
| bedürfen       | darf                  | darft              | durfen*                           | dorfte – dörfte           |
| es wagen       | tar                   | tarst              | turren*                           | torste - törste           |
| sollen         | sol/sal               | solt               | suln*                             | solde/solte - sölde/solde |
| vermögen       | mac                   | maht               | mugen**                           | mahte/mohte - mähte/möhte |
| dürfen         | muoz                  | muost              | müezen                            | muos(t)e - mües(t)e       |

* Nevenvormen met umlaut: tügen, günnen, künnen, dürfen, türren, süln
** Nevenvormen van mugen zijn: mügen, magen, megen
De enige deelwoorden zijn gewist/gewëst van wizzen en gegunnen/gegunnet van gunnen.
Vervoeging van bijzondere werkwoorden:
|                                    | sîn (zijn)                            | tuon (doen)     | wellen (willen)                     | hân (hebben) |
| ---------------------------------- | ------------------------------------- | --------------- | ----------------------------------- | ------------ |
| Tegenwoordige tijd ind. enkelvoud  | bin bist ist                          | tuon tuost tuot | wil(e) wil(e)/wilt wil(e)           | hân hâst hât |
| Tegenwoordige tijd ind. meervoud   | birn/sîn/sint birt/bint/sît/sint sint | tuon tuot tuont | wel(le)n wel(le)t wel(le)nt, wellen | hân hât hânt |
| Tegenwoordige tijd conj. enkelvoud | sî sîst sî                            | tuo tuost tuo   | welle wellest welle                 |              |
| Tegenwoordige tijd conj. meervoud  | sîn sît sîn                           | tuon tuot tuon  | wellen wellet wellen                |              |

- De vormen van gân/gên „gaan“ en stân/stên „staan“ koem overeen met die van tuon.
- lân „lassen“ wordt vervoegd zoals hân.
- In de onvoltooid verleden tijd staan was – wâren van sîn,
wolte/wolde van wellen,
gie(nc)tot gân/gên,
hâte / hate / hæte / hête / hete / het / hiete tot hân,
lie(z) tot lân.
- tuon heeft in de onvoltooid verleden tijd bijzondere vormen:
 Onvoltooid verleden tijd indicatief: tët(e), tæte, tët(e), tâten, tâtet, tâten
 Onvoltooid verleden tijd conjunctief : tæte, tætest enz.

## Overige kenmerken
- In het Middelhoogduits werden nog niet alle zelfstandige naamwoorden maar alleen de eigennamen met een hoofdletter geschreven.
- Eindklankverscherping werd in de Middelhoogduitse spelling weergegeven, in tegenstelling tot het moderne Duits: tac – tage, versus Tag – Tage.
- Palatalisatie: Het Middelhoogduits onderscheidde twee verschillende stemloze sibilanten:
  - een [s] die het gevolg was van de tweede Germaanse klankverschuiving, en terugging op een Germaanse [t] en als z/zz geschreven werd (bijvoorbeeld in ezzen, daz en grôz). Deze klank komt overeen met een Nieuwhoogduitse [s] en werd in het Middelhoogduits ook al zo gesproken.
  - een stemloze alveolo-palatale fricatief [ɕ] (bijvoorbeeld in sunne, stein, kuss, kirse, slîchen), die terugging op een Germaanse [s]. Deze klank komt deels overeen met de Nieuwhoogduitse [s] of [z] en deels met de Nieuwhoogduitse [ʃ].